# Sidi Boushaki
Sidi Boushaki eller Ibrahim ibn Faïd (arabiska: إبراهيم بن فايد), född 1394, död 1453, var en muslimsk teolog och traditionalist.

## Verk
Sidi Boushakis verk täcker flera aspekter av de islamiska vetenskaperna, inklusive:
- Tafsir al-Zawawi är en tolkning (tafsīr) av Koranen (arabiska: تفسیر الزواوي).[5][6]
- Dikt för att förklara reglerna för grammatisk tolkning av Ibn Hisham al-Ansari (arabiska: نظم قواعد الإعراب لابن هشام).[7][8]
- Tuhfat Al-Mushtaq är en kort förklaring av Mukhtasar Khalil i Maliki-rättspraxis (arabiska: تحفة المشتاق فی شرح مختصر خلیل).[9][10]
- Att underlätta vägen för ett extrakt av blommorna från Rawd Khalil är en förklaring till Mukhtasar Khalils sammanfattning av Maliki-rättspraxis (arabiska: تسهیل السبیل لمقتطف أزهار روض خلیل.[11]
- Talkhis al-Talkhis är en förklaring till en bok om retorik, betydelse och uttale (arabiska: تلخیص التلخیص).[12]
- Bok som förklarar Al-Alfiyya av Ibn Malik (arabiska: شرح ألفیة ابن مالك).[13]
- Flod av Nilen är en förklaring till Mukhtasar Khalils sammanfattning av Malikis rättspraxis (arabiska: فیض النیل).[14][15]